# Lina Ǵorčeska
Lina Ǵorčeska (ur. 3 sierpnia 1994 w Tetowie) – północnomacedońska tenisistka, reprezentantka kraju w rozgrywkach Pucharu Federacji.

## Kariera tenisowa
W karierze zwyciężyła w trzynastu singlowych i czterdziestu siedmiu deblowych turniejach rangi ITF. 12 czerwca 2017 roku zajmowała najwyższe miejsce w rankingu singlowym WTA Tour – 170. pozycję. Natomiast 12 czerwca 2017 roku osiągnęła najwyższą pozycję w rankingu deblowym – 116. miejsce.

## Finały turniejów WTA 125
| Legenda                     | Legenda |
| --------------------------- | ------- |
| Wielki Szlem                |         |
| Igrzyska olimpijskie        |         |
| WTA Tour Championships      |         |
| 2009 – 2020                 |         |
| WTA Premier Mandatory       |         |
| WTA Premier 5               |         |
| WTA Premier                 |         |
| WTA International Series    |         |
| WTA 125K series (2012–2020) |         |
| od 2021                     |         |
| WTA 1000 (obowiązkowe)      |         |
| WTA 1000 (nieobowiązkowe)   |         |
| WTA 500                     |         |
| WTA 250                     |         |
| WTA 125                     |         |

### Gra podwójna 2 (0–2)
| Końcowy wynik | Nr | Data             | Turniej | Nawierzchnia | Partnerka              | Przeciwniczki                        | Wynik finału   |
| ------------- | -- | ---------------- | ------- | ------------ | ---------------------- | ------------------------------------ | -------------- |
| Finalistka    | 1. | 11 czerwca 2017  | Bol     | Ceglana      | Aleksandrina Najdenowa | Chuang Chia-jung Renata Voráčová     | 4:6, 2:6       |
| Finalistka    | 2. | 15 września 2024 | Lublana | Ceglana      | Jil Teichmann          | Nuria Brancaccio Leyre Romero Gormaz | 7:5, 5:7, 7–10 |

## Wygrane turnieje rangi ITF
| turnieje z pulą nagród 100 000 $   |
| turnieje z pulą nagród 75/80 000 $ |
| turnieje z pulą nagród 50/60 000 $ |
| turnieje z pulą nagród 40 000 $    |
| turnieje z pulą nagród 25 000 $    |
| turnieje z pulą nagród 15 000 $    |
| turnieje z pulą nagród 10 000 $    |

### Gra pojedyncza
|     | Data       | Turniej            | ($)    | Naw.   | Finalistka            | Wynik            |
| 1.  | 03/06/2012 | Arad               | 10 000 | ziemna | Viktória Maľová       | 4:6, 6:4, 6:3    |
| 2.  | 28/09/2014 | Warna              | 10 000 | ziemna | Pernilla Mendesová    | 2:6, 6:4, 6:4    |
| 3.  | 20/06/2015 | Tarsus             | 10 000 | ziemna | Lenka Wienerová       | 6:2, 6:4         |
| 4.  | 06/09/2015 | Vrnjačka Banja     | 10 000 | ziemna | Nina Potočnik         | 6:7(4), 6:1, 6:0 |
| 5.  | 08/11/2015 | Antalya            | 10 000 | ziemna | Aleksandra Pospiełowa | 6:3, 4:6, 6:0    |
| 6.  | 24/01/2016 | Antalya            | 10 000 | ziemna | Ekaterine Gorgodze    | 1:6, 6:3, 6:2    |
| 7.  | 30/04/2016 | Manisa             | 10 000 | ziemna | Alona Fomina          | 6:1, 6:2         |
| 8.  | 03/07/2016 | Stuttgart          | 25 000 | ziemna | Dalila Jakupović      | 6:2, 3:6, 6:4    |
| 9.  | 09/07/2017 | Denain             | 25 000 | ziemna | Mari Osaka            | 6:2, 5:7, 7:6(6) |
| 10. | 24/11/2019 | Antalya            | 15 000 | ziemna | Irina Chromaczowa     | 6:3, 3;6, 6:1    |
| 11. | 01/12/2019 | Antalya            | 15 000 | twarda | Oona Orpana           | 6:4, 6:7(5), 6:1 |
| 12. | 20/11/2022 | Heraklion          | 25 000 | ziemna | Miriam Bulgaru        | 6:3, 6:4         |
| 13. | 01/10/2023 | Kuršumlijska Banja | 40 000 | ziemna | Antonia Ružić         | 6:3, 6:3         |